# Instituto de Tecnologia da Califórnia
O Instituto de Tecnologia da Califórnia (em inglês:  California Institute of Technology, popularmente conhecido como Caltech) é uma universidade norte-americana localizada em Pasadena, no estado da Califórnia, Estados Unidos.
Embora tenha sido fundado em 1891, a Caltech atraiu cientistas influentes como George Ellery Hale, Arthur Amos Noyes, e Robert Andrews Millikan no início do século XX e também os físicos Murray Gell-Mann e Richard Feynman na segunda metade do século XX. As escolas de formação profissionais e de preparação foram desmanteladas e desmembradas em 1910, e a Caltech assumiu seu nome atual em 1921. Em 1934, foi eleita para a Associação de Universidades Americanas, tendo então sido  estabelecidos os antecedentes do Jet Propulsion Laboratory da NASA, que a Caltech continuava a gerir e operar, entre 1936 e 1943 sob Theodore von Kármán.
Sendo uma das primeiras universidades do mundo em pesquisa, a Caltech mantém uma forte ênfase e tradição nas ciências naturais e engenharia. Também possui e administra o Laboratório de Propulsão a Jato (Jet Propulsion Laboratory, o JPL), que é um complexo autônomo de voos espaciais, responsável pelo projeto e operação da maioria das sondas da NASA.
De acordo com a classificação anual da Times Higher Education de 2011, a Caltech é considerada a melhor universidade do mundo. Pela primeira vez em oito edições, a Universidade Harvard não aparece no topo dessa lista,  empatando na segunda posição com a Universidade Stanford.

## Impacto cultural
No seriado norte americano The Big Bang Theory os personagens de Jim Parsons (Sheldon Cooper) Johnny Galecki (Leonard Hofstadter), Kunal Nayyar (Rajesh "Raj" Koothrappali), Simon Helberg (Howard Wolowitz) e Mayim Bialik (Amy Farrah Fowler) trabalham na Caltech.